# Будинок таганрізької скарбниці

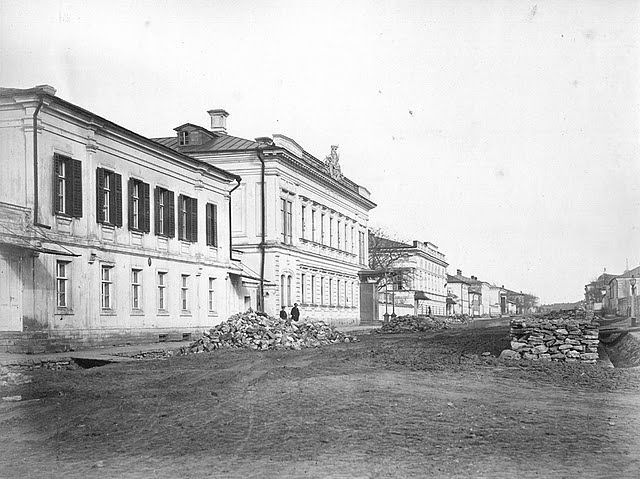

Будинок таганрізької скарбниці — двоповерхова будівля в місті Таганрозі Ростовської області. Об'єкт культурної спадщини регіонального значення. Рішення № 301 від 18.11.92 р.
Адреса: м. Таганріг, вул. Грецька, 86.

## Історія
Двоповерховий цегляний будинок в місті Таганрозі по вул. Грецькій, 86 побудований в 1830-ті роки. У 1871 році цей будинок займав Азовсько-Донський Комерційний банк.
У числі перших господарів будинку був італійський підданий музикант Руокко, в його домі часто проживали гастролюючі оперні артисти і музиканти.
У 1873-1975 роках будинком володів полковник, який дослужився пізніше до генерал-майора, Олександр Гаврилович Ремі. Після нього в 1880-х роках будинок перейшов спадковому почесному громадянину Дмитру Кандоянакі, нащадку Івана Кандоянакі, який в 1811 році за указом Олександра I отримав у передмісті Таганрога 110 десятин землі.
З кінця 1880-х років домоволодіння відійшло до статського радника Якова Соломоновича Полякова, мецената, що допомагав бідним городянам.
У 1898 - 1915 роках у цьому будинку знаходилося Окружне казначейство. Тут же в 1910-х роках розміщувалася податна присутність і державна ощадна каса з порядковим номером 881. Завідувач цієї ощадною касою, Євген Павлович Прокоф'єв, разом з родиною мешкав у цьому ж будинку. 
Нині це житловий будинок, в його дворовій прибудові розміщується Бюро технічної інвентаризації (БТІ).

## Архітектура
Будинок був побудований в архітектурному стилі неокласицизму. Над парадним входом будинку був закріплений навіс, підтримуваний металевими ажурними колонами. Фасад другого поверху декорований пілястрами, вікна мають підвіконні карнизи. Поверхи розділені міжповерховим карнизом. Кути будівлі були оброблені рустами. У підтримуючої частини карниза були зубці - сухарики. 
До теперішнього часу вікна будівлі перебудовані з парних напівциркулярних в одинарні, знята металева решітка парапету. На парапеті в центрі раніше був встановлений герб. Металеві ажурні колони замінені на дерев'яні.
Будівля належить до пам'яток культури регіонального значення.